# Steel Division II
 (avril 2021).
Si vous disposez d'ouvrages ou d'articles de référence ou si vous connaissez des sites web de qualité traitant du thème abordé ici, merci de compléter l'article en donnant les références utiles à sa vérifiabilité et en les liant à la section « Notes et références ».
Steel Division II est un jeu vidéo de stratégie en temps réel développé et édité par Eugen Systems, sorti en 2019 sur Windows.
Il fait suite à Steel Division: Normandy 44. Le scénario du jeu est tiré de l'opération Bagration, sur le front de l'Est durant la Seconde Guerre mondiale, entre les troupes Alliés et de l'Axe.

## Système de jeu
Steel Division II possède un mode solo où le joueur peut prendre part à des combats jusqu'à quatre contre quatre (dans ce cas, trois des coéquipiers du joueur sont des I.A.). Le jeu dispose également d'un mode multijoueur qui peut rassembler jusqu'à huit joueurs contre huit.[réf. nécessaire]
Le jeu prend place au cours de la Seconde Guerre mondiale. Plus précisément, le joueur est amené à participer à l'opération Bagration qui vit les forces de l'URSS affronter les troupes du troisième Reich du 22 juin au 19 août 1944.

### Généralités
Chaque joueur contrôle une division. Il peut créer sa division sur la base de vraies divisions ayant historiquement combattues durant l'opération Bagration. Au sein de la division, le joueur s'attribue en début de partie divers types d'unités (en tout huit, dont infanterie, char, artillerie, etc.), et à quel moment de la partie il souhaite les déployer. En effet, la carte est divisée en 3 zones : A, B et C. Ces trois zones servent à déterminer le nombre de points de déploiement que le joueur s'octroie durant la partie. Les points de déploiements permettent d'appeler des renforts au cours de la partie. Les unités coutent un prix en points en fonction de leur puissance ainsi que de leur efficacité au combat. Ainsi, le joueur peut choisir de posséder plus de points au début pour fortifier vos positions mais d'en avoir moins par la suite ou alors de déployer un nombre moindre d'unités au début et de faire un assaut au milieu ou à la fin.[réf. nécessaire]
Chaque troupe du joueur possèdent une jauge de moral. Le moral d'une unité s'affaiblit en fonction de son isolement avec le reste de la division. À partir d'un certain degré, une unité avec un moral bas peut se débander.

### Modes de jeu
Plusieurs modes de jeu sont disponibles. D'abord, en mode capture du drapeau, le but du joueur est de capturer des drapeaux qui sont placés à des points stratégiques de la carte. Il soit les capturer en faisant en sorte que ses troupes se placent dessus. Le joueur qui détient le plus de drapeaux fait s'écouler le chronomètre de son adversaire. Quand le chronomètre tombe à zéro, le joueur gagne. Ensuite, en mode match à mort (deathmatch), les joueurs se livrent à des batailles jusqu’à la reddition ou l’anéantissement des troupes ennemies. Le but est de détruire toutes les troupes de l'adversaire, soit en lui coupant ses routes de ravitaillement, soit grâce aux talents de commandement. Enfin, dans le mode assaut, un des deux camps est déjà avancé sur la carte et a le droit à des défenses comme des bunkers ou des tranchées, mais il possède moins de renforts. Le second joueur doit quant à lui s'avancer sur la carte en prenant le risque d'être à découvert bien qu'il soit en supériorité numérique.[réf. nécessaire]

## Accueil
- Gameblog : 8/10[1]
- Gamekult : 6/10[2]
- PC Gamer : 61 %[3]